# Val Verde (Kalifornia)
Val Verde statisztikai település az USA Kalifornia államában, Los Angeles megyében. Lakosainak száma 2399 fő (2020. április 1.).

## Népesség
A település népességének változása:

| 2010 | 2 468 |
| 2020 | 2 399 |